# Migouel Alfarela
Allan Migouel Alfarela (ur. 15 listopada 1997 w Montivilliers) – francuski piłkarz portugalskiego pochodzenia występujący na pozycji napastnika w polskim klubie Legia Warszawa.

## Sukcesy
Legia Warszawa
- Puchar Polski: 2024/25[2]
- Superpuchar Polski:    2025[3]